# Joel Stebbins
Joel Stebbins, ameriški astronom, * 30. julij 1878, Omaha, Nebraska, ZDA, † 16. marec 1966, Palo Alto, Kalifornija, ZDA.
Po njem so poimenovali asteroid 2300 Stebbins in udarni krater Stebbins na Luni.